# Onciale 0223
- Papyrus
- Onciale
- Minuscules
- Lectionnaire

Le Codex 0223, portant le numéro de référence 0223 (Gregory-Aland), est un manuscrit du Nouveau Testament sur parchemin écrit en écriture grecque onciale.

## Description
Le codex se compose d'une folio. Il est écrit en deux colonnes, de 17 lignes par colonne. Les dimensions du manuscrit sont 12 x 8,5 cm,. Les paléographes datent ce manuscrit du VIe siècle.
C'est un manuscrit contenant le texte incomplet de la Deuxième épître aux Corinthiens (1,17-2,2).
Le texte du codex représenté type alexandrin. Kurt Aland le classe en Catégorie II. 
Lieu de conservation
Il est conservé à la Bibliothèque nationale autrichienne (Pap. G. 3073) à Vienne,.